# 23625 Gelfond
23625 Gelfond è un asteroide della fascia principale. Scoperto nel 1996, presenta un'orbita caratterizzata da un semiasse maggiore pari a 2,2423353 UA e da un'eccentricità di 0,1111304, inclinata di 6,88670° rispetto all'eclittica.